# Tomasz Wałdoch
Tomasz Wojciech Wałdoch (* 10. Mai 1971 in Danzig) ist ein ehemaliger polnischer Fußballspieler und aktueller -trainer. Er besitzt auch die deutsche Staatsangehörigkeit.

## Laufbahn

### Verein
Von 1988 bis 1994 spielte er für Górnik Zabrze in der polnischen Ekstraklasa. 1994 wechselte er zum VfL Bochum in die deutsche Bundesliga. Dort blieb er bis 1999 und wechselte zum FC Schalke 04, bei dem er von 2000 bis 2004 Mannschaftskapitän war. Mit Schalke gewann er 2001 und 2002 den DFB-Pokal. Beim ersten Pokalsieg konnte er wegen einer Gelbsperre am Finale nicht teilnehmen, ihm wurde jedoch als Mannschaftskapitän der Pokal überreicht. Beim zweiten Pokalsieg führte er dann seine Mannschaft persönlich an. 2003 und 2004 gewann er mit dem FC Schalke 04 den UEFA Intertoto Cup und 2005 den Ligapokal. Am 13. Mai 2006 wurde er im Spiel gegen den VfB Stuttgart verabschiedet. Nachdem er in der zweiten Halbzeit von Mirko Slomka eingewechselt worden war, traf er zum 3:2-Endstand. Im Mai 2007 absolvierte Wałdoch fünf Spiele für Jagiellonia Białystok und beendete danach seine Spielerkarriere endgültig.

### Nationalmannschaft
Mit der polnischen Olympiaauswahl nahm Wałdoch an den Olympischen Spielen 1992 teil, für die er sich mit Polens U-21 über die Nachwuchs-EM qualifiziert hatte, und gewann beim Fußballturnier in Barcelona die Silbermedaille. An der Fußball-Weltmeisterschaft 2002 nahm er als Mannschaftskapitän teil. Für die A-Nationalmannschaft bestritt er zwischen 1991 und 2002 insgesamt 74 Länderspiele.

### Trainerlaufbahn
Von 2006 bis April 2008 arbeitete Wałdoch als Co-Trainer der U-17-Mannschaft des FC Schalke 04. Nachdem Michael Büskens Interimstrainer der Schalker Bundesligamannschaft geworden war, betreute Wałdoch bis Saisonende gemeinsam mit Sven Kmetsch die zweite Mannschaft. Danach arbeitete er wieder als Co-Trainer der U-17 und absolvierte in der Saison 2009/10 die Ausbildung zum Fußballlehrer an der Hennes-Weisweiler-Akademie. Ab dem 19. April 2010 war Wałdoch Sportdirektor des polnischen Rekordmeisters Górnik Zabrze. Zur Saison 2011/12 kehrte er als Cheftrainer der U-17-Junioren zum FC Schalke 04 zurück. Nach einer Saison wurde Jens Keller als neuer Trainer der U-17-Mannschaft verpflichtet und Wałdoch übernahm die U-14-Mannschaft. In der Saison 2014/15 assistierte er dem Cheftrainer Jürgen Luginger als Co-Trainer der Schalker U23-Mannschaft. Drei Jahre später gab der Verein bekannt, dass Waldoch unter dem neuen Cheftrainer Torsten Fröhling zum dritten Mal Co-Trainer der zweiten Mannschaft werde.

## Privates
Wałdoch ist Vater eines Sohnes und zweier Töchter. Er lebt mit seiner Familie in Bochum-Altenbochum. Sein Sohn Kamil ist auch Fußballspieler und spielt z. Z. bei Rot Weiss Ahlen.
Wałdoch ist Ehrenspielführer beim FC Schalke 04.